# Dono olandese

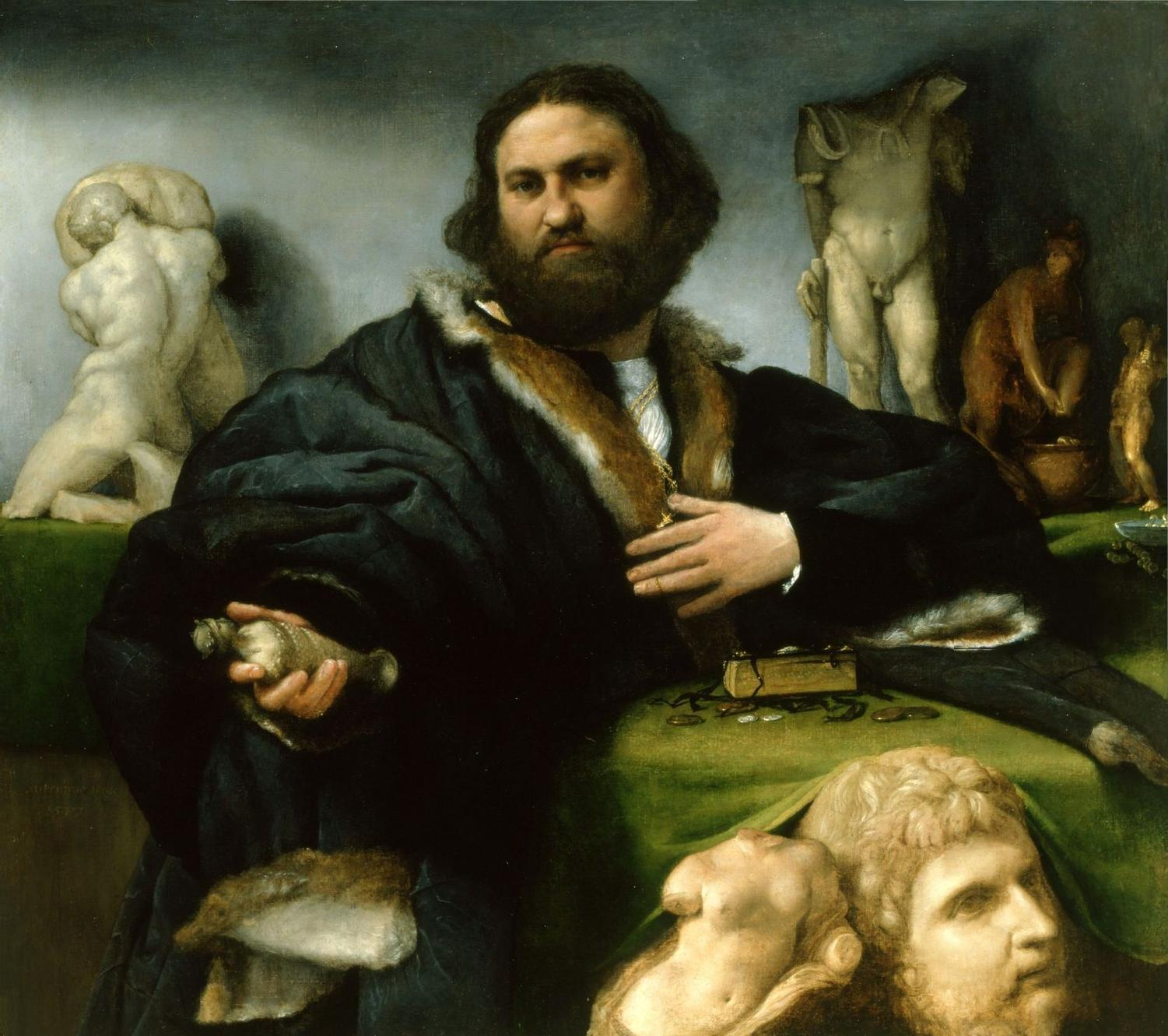
Lorenzo Lotto, ritratto di Andrea Odoni, 1527

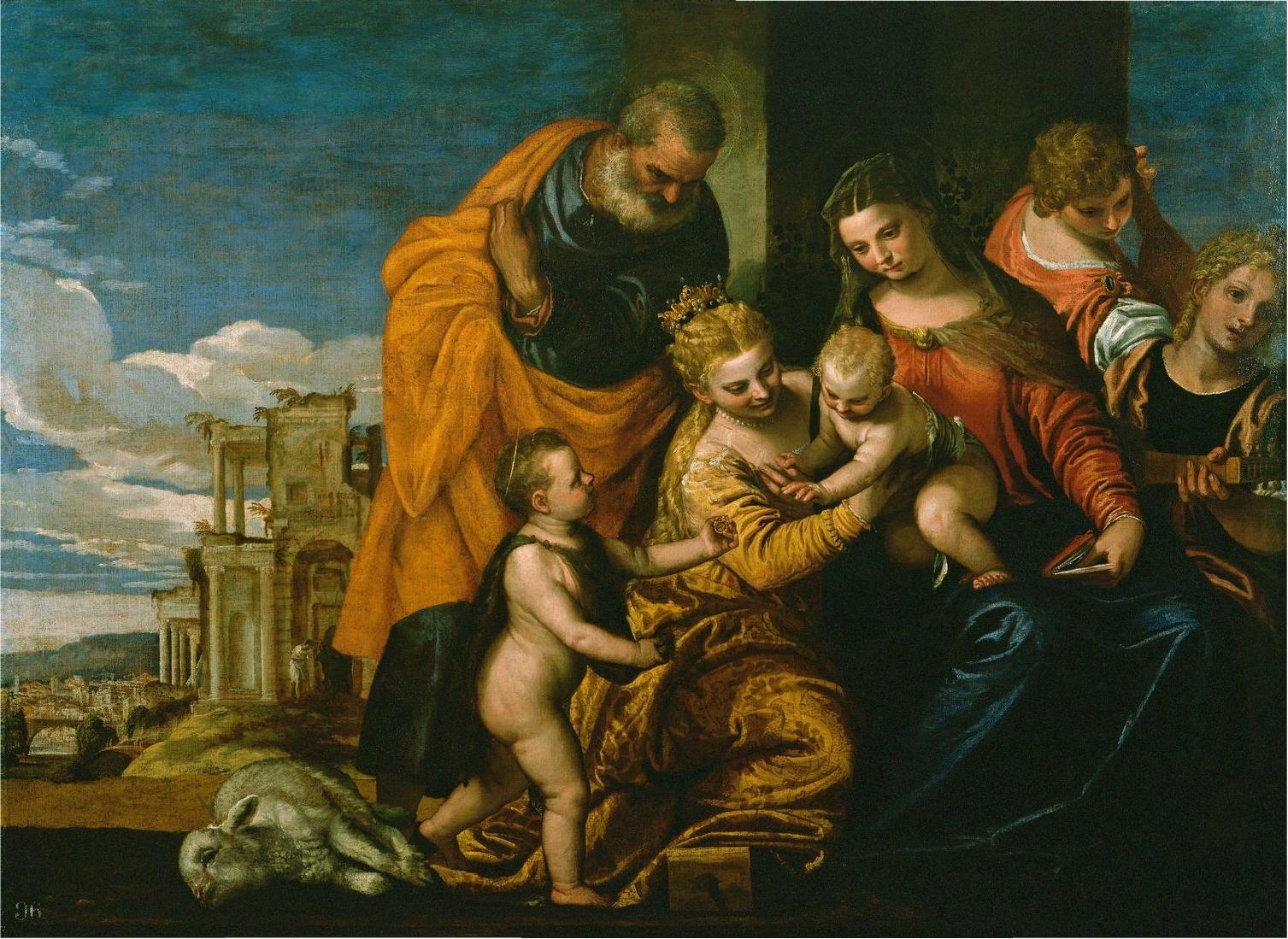
Paolo Veronese e bottega, Il matrimonio mistico di Santa Caterina di Alessandria, c. 1562-9

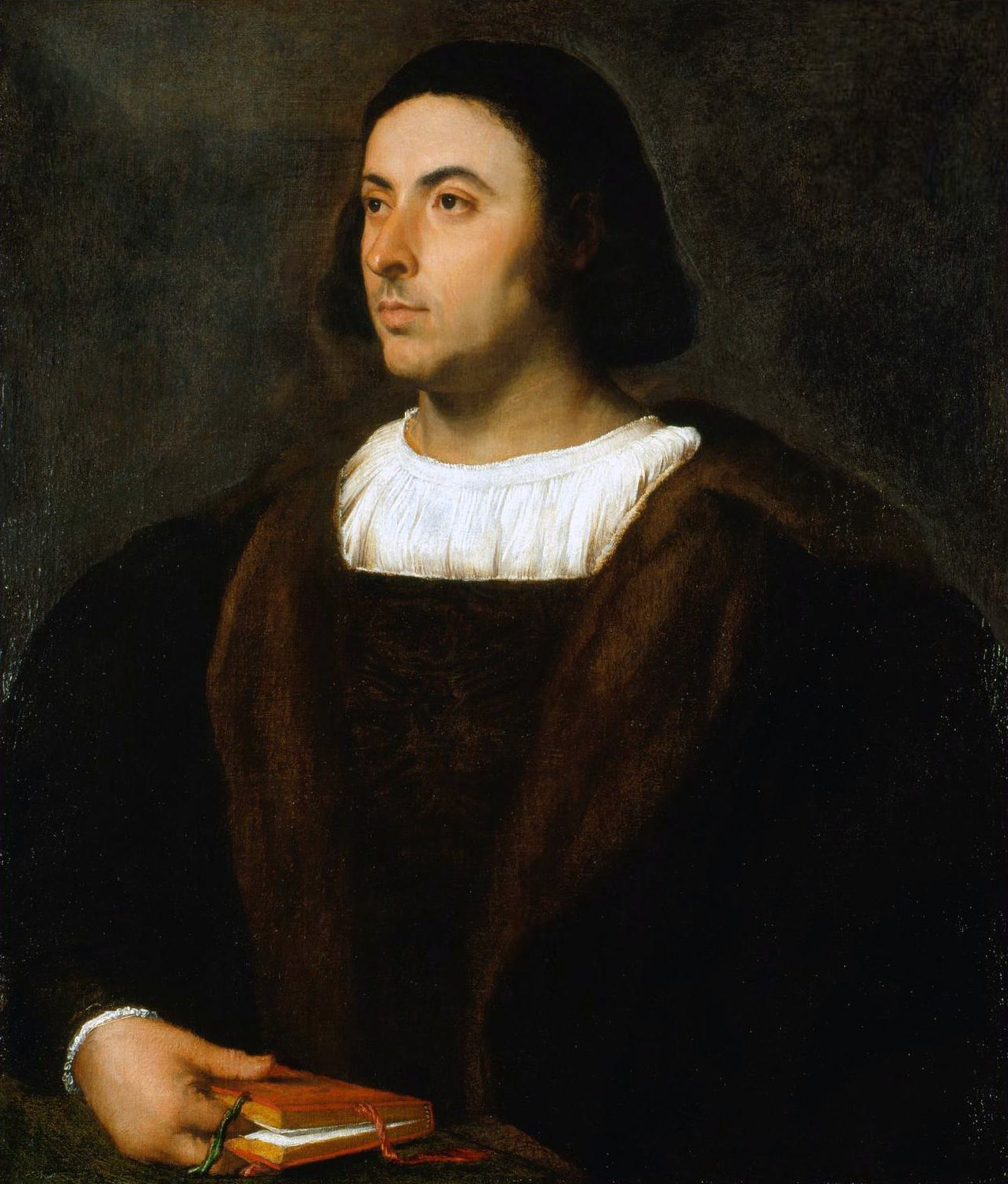
Tiziano, Ritratto di Jacopo Sannazaro, c. 1514-18

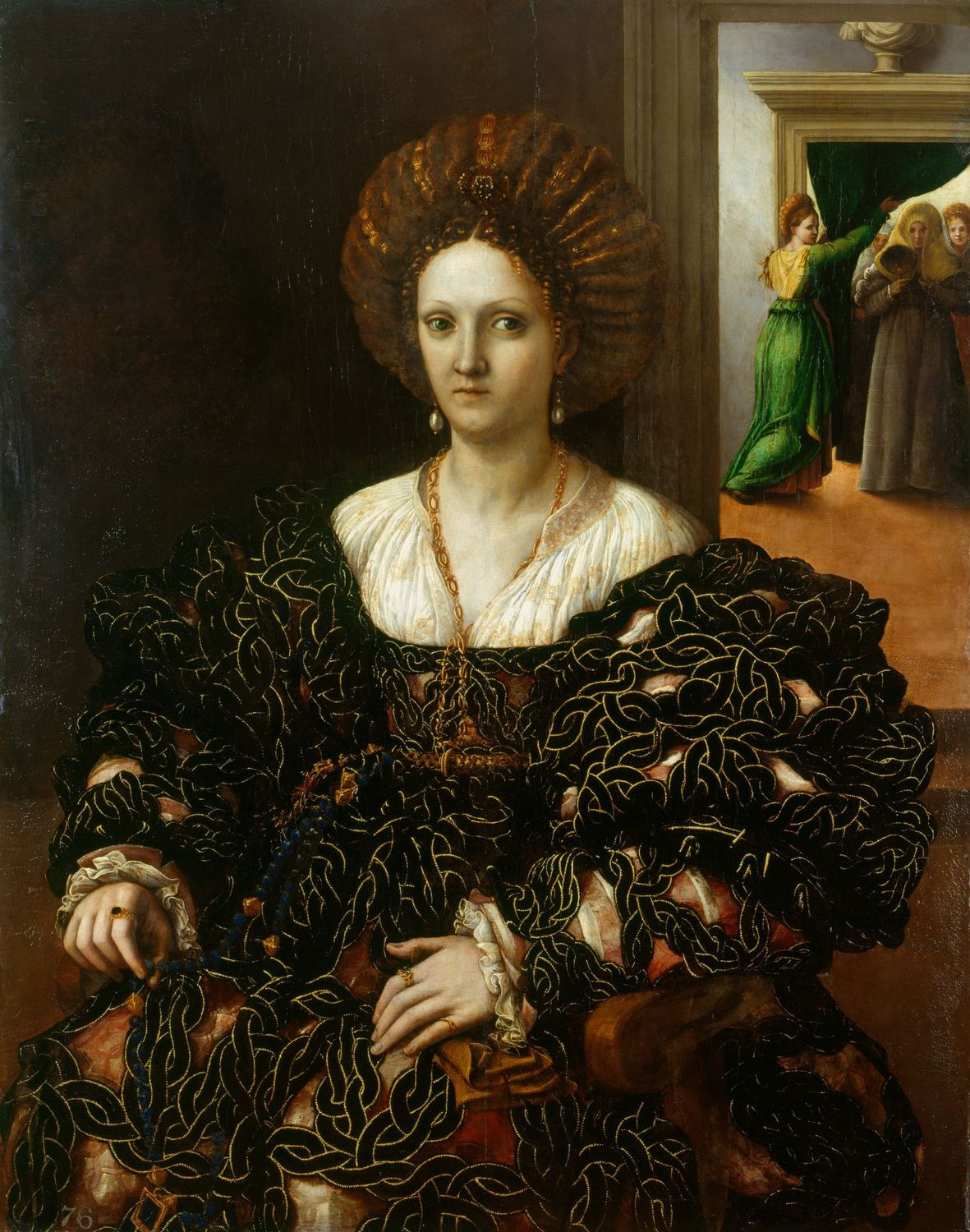
Giulio Romano, Ritratto di Margherita Palaeologa, c. 1531

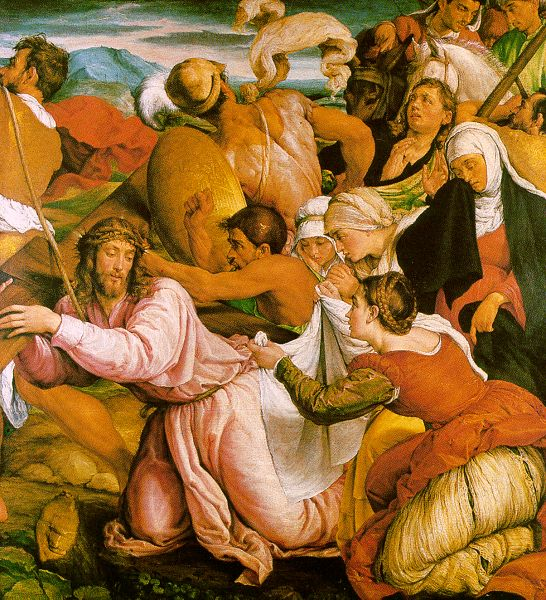
Jacopo Bassano, Cristo che porta la croce, ora nella National Gallery (Londra).

Il dono olandese del 1660 era una collezione di 28 dipinti, principalmente del Rinascimento italiano, e di 12 sculture classiche, insieme a un panfilo, il Mary, e mobilio, che fu presentato a re Carlo II d'Inghilterra dagli Stati generali dei Paesi Bassi nel 1660.
La collezione fu donata a Carlo II per segnare il suo ritorno al potere nella Restaurazione inglese, prima della quale Carlo aveva trascorso molti anni in esilio a Parigi, a Colonia e nei Paesi Bassi spagnoli, durante il dominio della Repubblica inglese. Essa volta a rafforzare le relazioni diplomatiche tra l'Inghilterra e l'Olanda, ma solo alcuni anni dopo il dono le due nazioni si sarebbero di nuovo affrontate in guerra nella Seconda guerra anglo-olandese del 1665-67.
Il dono fu organizzato dai Cornelis de Graeff e suo fratello minore Andries de Graeff. La maggior parte dei dipinti e tutte le sculture romane provenivano dalla collezione Reynst, la più importante collezione olandese del XVII secolo di dipinti del Cinquecento italiano, formata a Venezia da Jan Reynst (1601-1646) ed ampliata da suo fratello, Gerrit Reynst (1599-1658). Il dono rifletteva il gusto che Carlo condivideva con suo padre, Carlo I, la cui vasta collezione, una delle più imponenti d'Europa, era stata per la maggior parte venduta all'estero dopo che egli era stato giustiziato nel 1649. Carlo II non era un collezionista così appassionato come suo padre, ma apprezzava l'arte e in seguito fu in grado di recuperare molti dei pezzi della collezione prebellica che erano rimasti in Inghilterra, nonché di acquistare molti altri dipinti e molti notevoli disegni di vecchi maestri.
Alcuni decenni dopo, ci fu un trasferimento inverso quando 36 dipinti della collezione reale inglese, incluso almeno uno di quelli donati nel 1660, furono portati dal re olandese Guglielmo III d'Inghilterra nel suo palazzo olandese di Het Loo. IL suo successore inglese, la regina Anna, tentò di recuperarli dopo la morte di Guglielmo nel 1702, ma fallì, ed essi rimangono per la maggior parte in collezioni pubbliche olandesi. Quattordici dipinti del dono del 1660 rimangono nella Royal Collection, mentre altri si trovano ora in diverse collezioni di tutto il mondo.

## Il dono
I 24 dipinti italiani e le 12 sculture avevano fatto parte della collezione Reynst assemblata, come già detto, da Gerrit Reynst (noto anche come Gerard Reynst) e da suo fratello Jan Reynst, che aveva vissuto per molti anni a Venezia. Gran parte della collezione traeva origine là dalla famosa collezione della famiglia Vendramin, benché altri pezzi fossero stati acquistati separatamente.  Dopo la morte di Gerrit Reynst nel 1658, la sua vedova vedette una selezione delle opere più raffinate nella sua collezione agli Stati generali nel 1660 per la somma allora considerevole di 80.000 fiorini.
Nel 1660 questo gruppo e dodici sculture furono presentati a Carlo II, accresciute da quattro opere non italiane. Il dono fu organizzato dai reggenti, specialmente il potente Cornelis de Graeff e suo fratello minore Andries. Le sculture per il dono furono selezionate dal più eminente scultore dei Paesi Bassi, Artus Quellinus, e Gerrit van Uylenburgh, il figlio del mercante d'arte di Rembrandt Hendrick van Uylenburgh, consigliò gli Stati generali sull'acquisto. Molto più tardi egli sarebbe fuggito in Inghilterra a causa di difficoltà finanziarie e divenuto Supervisore dei quadri del Re per Carlo, dal 1676 fino alla sua morte tre anni dopo. Il dono era impopolare tra molti olandesi, e divenne oggetto di contesa tra le fazioni politiche del paese.
Nel luglio 1660 Luigi of Nassau arrivò a Londra; i suoi connazionali Simon van Hoorn, curatore dell'Athenaeum Illustre, Michiel van Gogh di Vlissingen e il (cattolico) Joachim Ripperda arrivarono in novembre per negoziare l'Atto di navigazione e presentare il dono a Carlo II.

### Precedenti
Precedenti "doni olandesi" diplomatici erano stati presentati a Enrico, principe di Galles nel 1610 e a Carlo I nel 1636. Quest'ultimo che includeva sei cavalli e una carrozza di gala, quattro dipinti, un raffinato orologio, una cassa rivestita di madreperla e un prezioso blocchetto di ambra grigia.

## I dipinti italiani
Quattordici importanti dipinti italiani del dono olandese, tutti precedentemente nella collezione Reynst, rimangono nella Royal Collection, tra i quali:
- Tiziano, Ritratto di Jacopo Sannazaro, c. 1514-18, e Vergine con Bambino in un paesaggio con Tobia e l'Angelo (con la sua bottega, c. 1535-40) - quest'ultimo era il preferito di Carlo, secondo gli ambasciatori olandesi inviati con il dono.[16]
- Lorenzo Lotto, Ritratto di Andrea Odoni, 1527, e il suo Ritratto di uomo barbuto, c. 1512-15.
- Andrea Schiavone, Il giudizio di Mida, c. 1548-50, e Cristo dinanzi a Pilato.
- Giulio Romano, Ritratto di Margherita Palaeologa, c. 1531.[17]
- Parmigianino, Pallade Atena, c. 1531-8.
- Paolo Veronese e bottega, Il matrimonio mistico di Santa Caterina d'Alessandria, c. 1562–9.
- Attribuito a Vittore Belliniano, Il concerto, c. 1505–15 (poi attribuito a Giorgione.[18])
- Giovanni Cariani, Venere distesa, l'unica opera del dono olandese che possa essere ricondotta alla collezione Vendramin.[19]

La collezione Reynst includeva un Genio della pittura attribuito a Guido Reni, e la più antica di due vecchie copie ancora nella Royal Collection è registrata per la prima volta a Whitehall Palace in un inventario del 1688 e descritta come opera di Reni. Essa è ora classificata "alla maniera di Reni" benché non sia noto nessun Reni originale. Se questa, o un'opera originale, formasse parte del dono non può essere confermato, sebbene l'uno o l'altro sembri probabile.
I dipinti non più nella Royal Collection includono un Guercino, Semiramide riceve la notizia della rivolta di Babilonia (1624), ora nel Museo di bei, che fu donato da Carlo a Barbara Villiers, la sua amante, o al loro figlio, Charles FitzRoy, II duca di Cleveland. Il Cristo che porta la croce di Jacopo Bassano ora nella National Gallery (Londra), essendo stato dato a Caterina di Braganza, la regina di Carlo, dopo la morte di lui.
Due opere di soggetto religioso, oltre al Bassano, furono registrate in un inventario del 1688/9 che erano negli appartamenti di Caterina, uno "che si diceva essere di Raffaello" della Sacra Famiglia con un agnello, e un gruppo attribuito a Tiziano de Il Salvatore con i piedi su un cuscino, la Vergine, San Giovanni e Sant'Elisabetta. Queste potrebbero essere ritornate con Caterina in Portogallo nel 1692.

## Le altre opere
Delle quattro opere non italiane, due erano di Gerrit Dou, una delle quali, La giovane madre (1658), aveva solo due anni quando fu presentata. I reggenti della città di Leida potrebbero aver scelto La giovane madre per arricchire il panfilo Mary come mezzo per incoraggiare Carlo a vigilare sugli interessi della Casa d'Orange-Nassau nei Paesi Bassi, che aveva perso effettivo potere politico nel 1650. Al tempo della Restaurazione, Maria, la sorella di Carlo, era in acque pericolose come tutrice di suo figlio, il principe Guglielmo III d'Orange-Nassau. Questa fu una delle opere rimpatriate da Guglielmo III ed è ora nel Mauritshuis a L'Aia.
Una versione gravemente danneggiata della Derisione di Cerere di Adam Elsheimer (c. 1605), a lungo ritenuta una copia, ma ora considerata l'originale di questa rara ed importante opera, emerse nel mercato dell'arte inglese negli anni 1970 ed è ora nell'Agnes Etherington Art Centre di Kingston (Ontario). La composizione è nota da una copia nel Prado e da un'incisione, e il dipinto era ancora nella Royal Collection durante il regno di Georgio II. Il danno fu apparentemente causato dal fuoco, forse nell'incendio del 1698 del Palazzo di Whitehall, quando andò perduta una parte considerevole della Royal Collection, tra cui probabilmente la maggior parte delle statue nel dono del 1660, benché almeno uno di questi rimanga in Inghilterra.
Il quarto dipinto non italiano era un'opera di Pieter Jansz Saenredam, un recente (1648) e insolitamente grande dipinto topografico della Chiesa Grande (Haarlem), che potrebbe avere avuto lo scopo di cementare sentimenti di riconoscente nostalgia in Carlo. Questo dipinto fu donato apparentemente a uno dei cortigiani olandesi di Guglielmo III, William van Huls, sovrintendente delle vesti e del guardaroba reale, come compariva nella sua vendita; è ora nella National Gallery of Scotland.